# Francisco Martínez Martínez
Francisco Martínez Martínez Hidalgo, 31 de diciembre de 1950) es un político mexicano. Miembro del Partido de la Revolución Democrática. Ha sido diputado federal en la LX Legislatura de la Unión de México
- Datos: Q18356045